# Zellwies (Königsdorf)
Zellwies ist ein Gemeindeteil von Königsdorf im oberbayerischen Landkreis Bad Tölz-Wolfratshausen. Der Weiler liegt circa zwei Kilometer südwestlich von Königsdorf.

## Baudenkmäler
Siehe: Liste der Baudenkmäler in Zellwies